# Броктон (Іллінойс)
Броктон (англ. Brocton) — селище (англ. village) в США, в окрузі Едґар штату Іллінойс. Населення — 273 особи (2020).

## Географія
Броктон розташований за координатами 39°42′56″ пн. ш. 87°56′1″ зх. д. / 39.71556° пн. ш. 87.93361° зх. д. (39.715469, -87.933481).  За даними Бюро перепису населення США в 2010 році селище мало площу 1,50 км², уся площа — суходіл.

## Демографія
Згідно з переписом 2010 року, у селищі мешкали 322 особи в 130 домогосподарствах у складі 92 родин. Густота населення становила 215 осіб/км².  Було 145 помешкань (97/км²).
Расовий склад населення:
| - 98,1 % — білих - 0,6 % — корінних американців - 0,3 % — вихідців з тихоокеанських островів |

До двох чи більше рас належало 0,9 %. Частка іспаномовних становила 1,2 % від усіх жителів.
За віковим діапазоном населення розподілялося таким чином: 26,1 % — особи молодші 18 років, 58,7 % — особи у віці 18—64 років, 15,2 % — особи у віці 65 років та старші. Медіана віку мешканця становила 38,8 року. На 100 осіб жіночої статі у селищі припадало 107,7 чоловіків;  на 100 жінок у віці від 18 років та старших — 105,2 чоловіків також старших 18 років.
Середній дохід на одне домашнє господарство  становив 44 634 долари США (медіана — 43 000), а середній дохід на одну сім'ю — 49 295 доларів (медіана — 45 000). Медіана доходів становила 43 125 доларів для чоловіків та 31 875 доларів для жінок. За межею бідності перебувало 22,4 % осіб, у тому числі 36,5 % дітей у віці до 18 років та 11,5 % осіб у віці 65 років та старших.
Цивільне працевлаштоване населення становило 136 осіб. Основні галузі зайнятості: виробництво — 19,9 %, освіта, охорона здоров'я та соціальна допомога — 19,1 %, транспорт — 9,6 %, сільське господарство, лісництво, риболовля — 8,1 %.